# 強納森·漢斯林
強納森·布萊爾·漢斯（英語：Jonathan Blair Hensleigh，1959年2月13日—），美國男編劇、製片人和導演。經手過多部知名電影的劇本，類型多為動作冒險片，如《終極警探3》（1995年）、《逃出魔幻紀》（1995年）、《神鬼至尊》（1997年）和《絕世天劫》（1998年）。2004年帶來首部執導作《神鬼制裁》，改編自漫威漫畫角色制裁者。

## 早期生活
強納森·漢斯林1981年畢業於马萨诸塞大学阿默斯特分校，獲得歷史學士學位。之後就讀弗吉尼亚大学法学院，並從杜蘭大學法學院取得法律博士學位。1985年獲得麻薩諸塞州律師資格。在成為影視編劇前，他曾擔任七年的律師。漢斯林31歲時開始從事劇本寫作，以前曾寫過小說和三幕劇，但從未就讀電影學校。

## 作品列表

### 電影
| 年份 | 標題                 | 職位 | 職位 | 職位 | 附註                |
| 年份 | 標題                 | 導演 | 編劇 | 製片 | 附註                |
| ---- | -------------------- | ---- | ---- | ---- | ------------------- |
| 1993 | 《幻象大獵殺》       | 否   | 是   | 否   |                     |
| 1995 | 《終極警探3》        | 否   | 是   | 否   |                     |
| 1995 | 《逃出魔幻紀》       | 否   | 是   | 否   |                     |
| 1996 | 《絕地任務》         | 否   | 否   | 否   | 未掛名寫作          |
| 1997 | 《空中监狱》         | 否   | 否   | 執行 | 兼未掛名寫作        |
| 1997 | 《神鬼至尊》         | 否   | 是   | 否   |                     |
| 1998 | 《絕世天劫》         | 否   | 是   | 執行 |                     |
| 1999 | 《異形總動員》       | 否   | 否   | 否   | 未掛名寫作          |
| 2000 | 《驚天動地60秒》     | 否   | 否   | 執行 | 兼未掛名寫作        |
| 2004 | 《神鬼制裁》         | 是   | 是   | 否   |                     |
| 2007 | 《驚魂下一秒》       | 否   | 是   | 否   |                     |
| 2007 | 《殺人叢林》         | 是   | 是   | 否   | DVD首映；兼攝影指導 |
| 2011 | 《殺死這個愛爾蘭人》 | 是   | 是   | 否   |                     |
| 2019 | 《雙子殺手》         | 否   | 否   | 否   | 未掛名寫作          |
| 2021 | 《疾凍救援》         | 是   | 是   | 否   |                     |
| TBA  | 《疾凍救援2》        | 是   | 是   | 否   |                     |

### 電視
| 年份      | 標題                     | 職位 | 職位 | 職位 | 附註 |
| 年份      | 標題                     | 導演 | 編劇 | 製片 | 附註 |
| --------- | ------------------------ | ---- | ---- | ---- | ---- |
| 1992-1993 | 《少年印第安那瓊斯年譜》 | 否   | 是   | 否   | 5集  |

## 外部連結
- 強納森·漢斯林在互联网电影资料库（IMDb）上的資料（英文）
- Newsarama interview with Jonathan Hensleigh
- New York Times Filmography
- Hensleigh's Massachusetts Bar record